# René Caillié

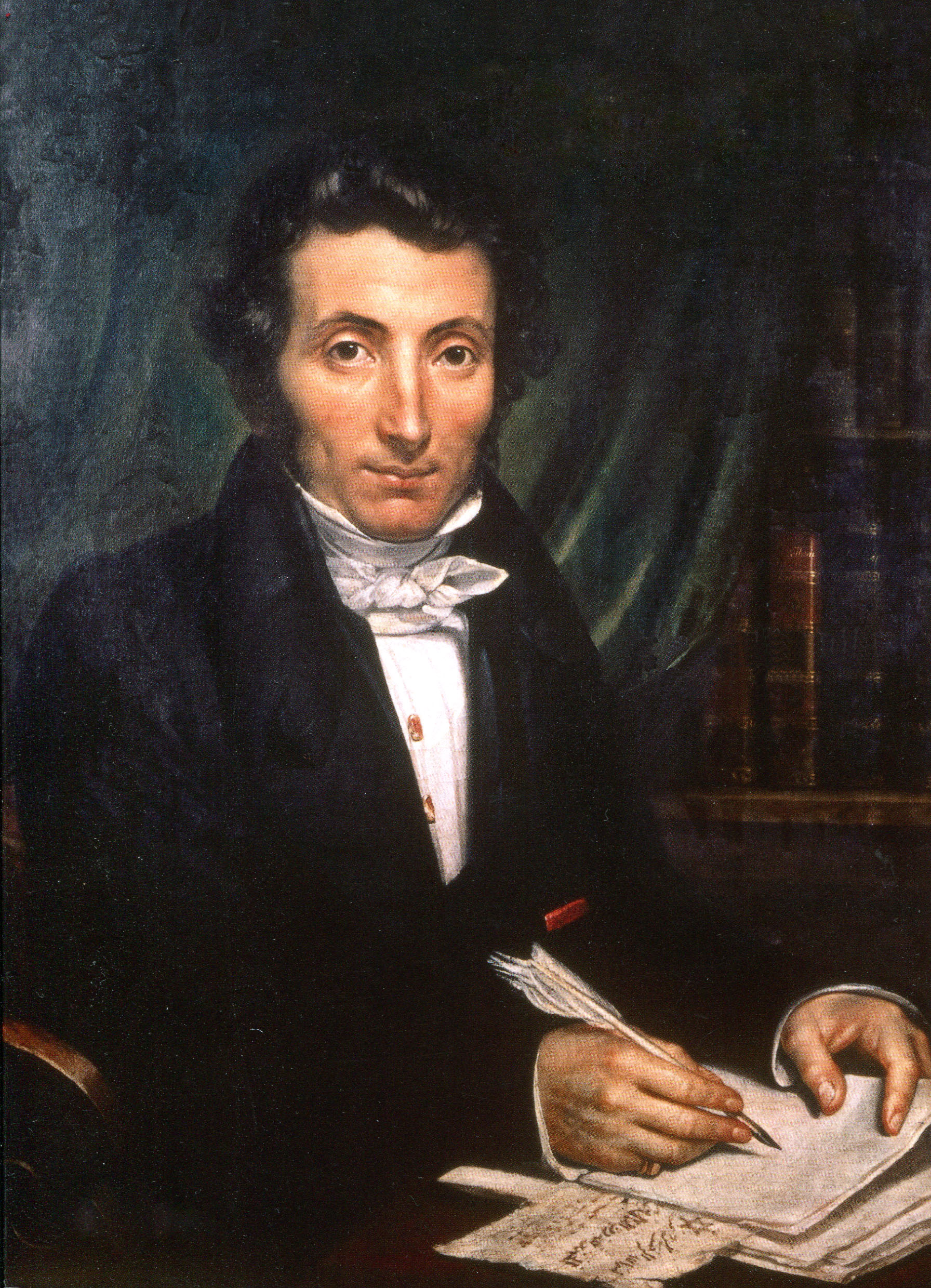
René Caillié

Auguste René Caillié (19 de novembro de 1799 - 17 de maio de 1838) foi um explorador francês e o primeiro europeu a retornar com vida da cidade de Timbuktu. Caillié havia sido precedido em Timbuktu por um oficial britânico, major Gordon Laing, que foi assassinado em setembro de 1826 ao deixar a cidade. Caillié foi, portanto, o primeiro a retornar vivo.

## Vida

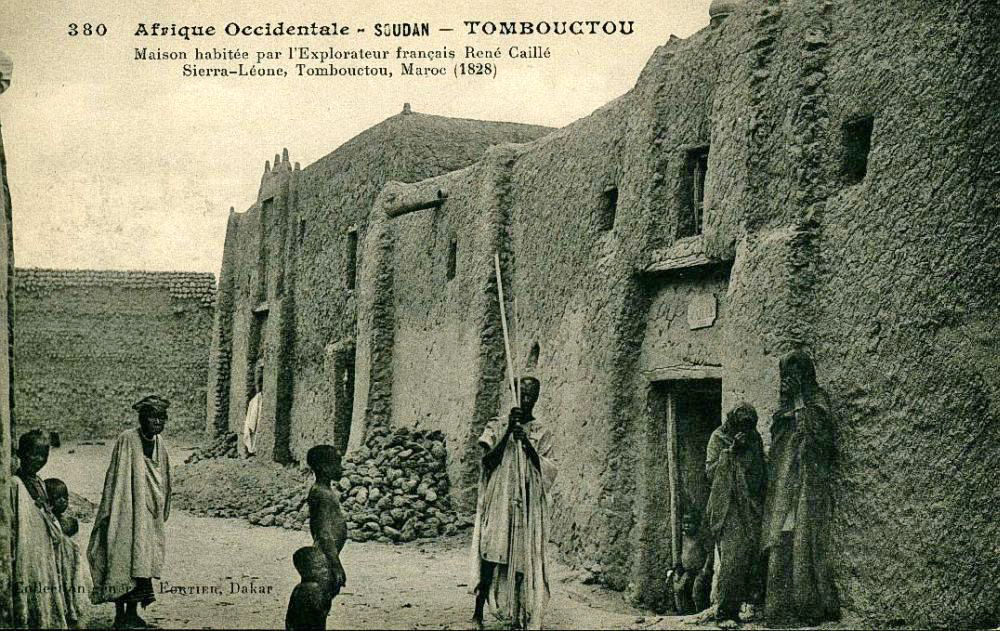
Cartão postal de Edmond Fortier mostrando a casa onde Caillié se hospedou em Tombuctu como era em 1905–06

Caillié nasceu no oeste da França, em um vilarejo perto do porto de Rochefort. Seus pais eram pobres e morreram quando ele ainda era jovem. Aos 16 anos, ele saiu de casa e se inscreveu como membro da tripulação de um navio da marinha francesa que navegava para Saint-Louis, na costa do moderno Senegal, na África ocidental. Ele ficou lá por vários meses e depois atravessou o Atlântico para Guadalupe em um navio mercante. Ele fez uma segunda visita à África Ocidental dois anos depois, quando acompanhou uma expedição britânica pelo deserto de Ferlo até Bakel, no rio Senegal.
Caillié voltou a Saint-Louis em 1824 com um forte desejo de se tornar um explorador e visitar Timbuktu. Para evitar algumas das dificuldades enfrentadas pelas expedições anteriores, ele planejou viajar sozinho disfarçado de muçulmano. Ele persuadiu o governador francês em Saint-Louis a ajudar a financiar uma estadia de 8 meses com o povo nômade na região de Brakna, no sul da Mauritânia, onde aprendeu árabe e os costumes do Islã. Ele não conseguiu obter mais financiamento dos governos francês ou britânico, mas encorajado pelo prêmio de 9 000 francos oferecido pela Société de Géographie em Paris para a primeira pessoa a retornar com uma descrição de Timbuktu, ele decidiu financiar a viagem sozinho. Ele trabalhou por alguns meses na colônia britânica de Serra Leoapara economizar algum dinheiro, então viajou de navio para Boké no Rio Nuñez na Guiné moderna. De lá, em abril de 1827, ele partiu pela África Ocidental. Ele chegou a Timbuktu um ano depois e ficou lá por duas semanas antes de atravessar o deserto do Saara até Tânger, no Marrocos.
Ao retornar à França, recebeu o prêmio de 9 000 francos da Société de Géographie e, auxiliado pelo estudioso Edme-François Jomard, publicou um relato de sua viagem. Em 1830, ele foi premiado com a Medalha de Ouro pela Société de Géographie.
Caillié se casou e se estabeleceu perto de sua terra natal. Ele sofria de problemas de saúde e morreu de tuberculose aos 38 anos.

## Publicações
- Caillié, Réné (1830a), «Description de la ville de Temboctou», Revue des deux mondes (em francês), 1: 254–295.
- Caillié, René (1830b), Travels through Central Africa to Timbuctoo; and across the Great Desert, to Morocco, performed in the years 1824–1828 (2 Vols), London: Colburn & Bentley. Google books: Volume 1, Volume 2.
- Caillié, René (1830c), Journal d'un voyage à Temboctou et à Jenné, dans l'Afrique centrale ... pendant les années 1824, 1825, 1826, 1827, 1828 ... Avec une carte itinéraire, et des remarques géographiques, par M. Jomard. (3 Vols) (em francês), Paris: Imprimerie Royale. Gallica: Volume 1, Volume 2, Volume 3. Google books: Volume 1, Volume 2, Volume 3.